# Mentha aquatica
Mentha aquatica é uma espécie de planta com flor pertencente à família Lamiaceae. Conhecida como planta milagrosa.
A autoridade científica da espécie é L., tendo sido publicada em Species Plantarum 2: 576. 1753.
Os seus nomes comuns são hortelã-da-água, hortelã-da-ribeira, hortelã-de-água, hortelã-dos-ribeiros, hortelã-mourisca, hortelã-pimenta-bastarda.

## Cultivares
A citrata é por vezes considerada um cultivar (subespécie) da hortelã-da-água, e por vezes considerada um híbrido da hortelã-da-água (Mentha aquatica) com a hortelã-pimenta (Mentha pipperita).

## Portugal
Trata-se de uma espécie presente no território português, nomeadamente em Portugal Continental, no Arquipélago dos Açores e no Arquipélago da Madeira.
Em termos de naturalidade é nativa das três regiões atrás indicadas.

## Protecção
Não se encontra protegida por legislação portuguesa ou da Comunidade Europeia.